# 口吉川町久次
口吉川町久次（くちよかわちょうひさつぎ）は、兵庫県三木市にある大字。郵便番号は673-0758。

## 地理
口吉川地区の北東部、美嚢川上流右岸、吉川谷の中央部に位置する。江戸時代からの地名であり、元々は西山村と久次村に分かれていたが、1875年に合併し、久次村になった。由来は他の村に開発され、久しく栄えるために名付けられた。東側は吉川町上松・西側は加東市新定・南側は口吉川町笹原、口吉川町大島、口吉川町槙、口吉川町里脇・北側は南山と接する。

## 歴史
- 1875年 - 西山村と久次村が合併して、久次村になる。[4]
- 1954年7月1日 - 三木市を新設し、三木市口吉川町久次になる。

### 字域の変遷
| 実施前                 | 実施年       | 実施後             |
| ---------------------- | ------------ | ------------------ |
| 美嚢郡口吉川村大字久次 | 1954年6月1日 | 三木市口吉川町久次 |

## 世帯数と人口
2022年（令和4年）2月28日現在の世帯数と人口は以下の通りである。
| 町丁         | 世帯数 | 人口  |
| ------------ | ------ | ----- |
| 口吉川町久次 | 79世帯 | 184人 |

## 小・中学校の学区
市立小・中学校に通う場合、学区は以下の通りとなる。
| 番地 | 小学校               | 中学校             |
| ---- | -------------------- | ------------------ |
| 全域 | 三木市立口吉川小学校 | 三木市立星陽中学校 |

## 交通

### 鉄道
地内には鉄道は通っていない。

### バス
- 神姫バス
- みっきぃバス

### 道路
- 兵庫県道20号加古川三田線

## 施設
- 長福寺
- 久次公会堂